# José Justo Castellanos y Urrutia
Joseph Justo Castellanos y Urrutia (Lima, 1762 - 1831) fue un sacerdote, catedrático y político peruano. Diputado a las Cortes de Cádiz[cita requerida] y rector de la Universidad de San Marcos.

## Biografía
Sus padres fueron Andrés Castellanos Vargas y Dominga de Urrutia Loyola. Cursó estudios en el Real Convictorio de San Carlos y había obtenido el grado de Bachiller en Leyes (1789) cuando alternó en una oposición a la cátedra del Maestro de las Sentencias. Se desempeñó como sacerdote en diversos curatos y fue elegido diputado por Tarma en las Cortes de Cádiz (1813). Al volver, se hallaba en el curato de Hatunhuasi cuando fue incorporado al Cabildo Metropolitano de Lima en calidad de medio racionero (1817), oficiando al mismo tiempo como capellán del convento de la Concepción. 
Siendo notoria su simpatía por la causa patriota, recibió poder del cura de Aija, Manuel Lecina, para que acreditase su compromiso por la Independencia ante la Junta de Purificación (1821). Promovido a racionero, fue encargado temporalmente de la secretaría del cabildo eclesiástico (1822). Posteriormente se le dio posesión de la cátedra de Prima de Sagradas Escrituras (1825) y finalmente fue elegido rector sanmarquino (1828), cargo que ejerció hasta su fallecimiento.